# Рауль Дюбуа
Рауль Дюбуа (ісп. Raúl Dubois, 2 січня 1959) — кубинський баскетболіст.
Учасник Олімпійських Ігор 1980 року.